# Jan-Åke Lundberg
Jan-Åke Lundberg (* 1954) ist ein ehemaliger schwedischer Fußballspieler. Der Stürmer, der 1976 in der schwedischen Nationalmannschaft debütierte, bestritt seine gesamte Laufbahn für Kalmar FF.

## Werdegang
Lundberg begann mit dem Fußballspielen bei Kalmar AIK. Als Jugendspieler wechselte er zum Lokalrivalen Kalmar FF. Dort spielte er ab 1973 in der zweitklassig antretenden Männermannschaft und sorgte mit 15 Saisontoren in der Spielzeit 1974 dafür, dass der Klub zwanzig Jahre nach dem Abstieg aus der Allsvenskan in die Erstklassigkeit zurückkehrte. Von besonderer Bedeutung war dabei sein 1:0-Siegtreffer am Saisonende im direkten Duell mit IFK Göteborg, dem Konkurrenten um den Aufstieg, der sich letztlich mit der Vizemeisterschaft der Südstaffel begnügen musste. Auch in der schwedischen Eliteserie wusste er zu überzeugen und Nationaltrainer Georg „Åby“ Ericson berief ihn Anfang 1976 für eine Nordafrika-Tour in die Landesauswahl. Beim 1:1-Unentschieden gegen die tunesische Nationalmannschaft debütierte er als Einwechselspieler für Thomas Sjöberg im Nationaljersey. Fünf Tage später kam er beim 2:0-Erfolg über Algerien zu seinem zweiten Länderspieleinsatz, als er Thomas Ahlström ersetzte. Nicht zuletzt wegen seiner Verletzungsanfälligkeit konnte er sich nicht in der Nationalmannschaft festspielen.
Mit seinem Klub konnte Lundberg sich in der Allsvenskan etablieren und überraschte in der Spielzeit 1977 als Tabellendritter. Ein Jahr später zog er mit der Mannschaft ins Endspiel um den schwedischen Landespokal ein, das jedoch gegen Malmö FF verloren ging. Im Sommer 1981 erreichte Kalmar FF erneut das Pokalfinale und an der Seite von Spielern wie Nanne Bergstrand und Tommy Berggren gewann er mit einem 4:0-Erfolg über IF Elfsborg den ersten Titel der Vereinsgeschichte, ohne im Endspiel mitgewirkt zu haben. Ein Jahr später beendete Lundberg nach wiederholten Blessuren seine aktive Laufbahn, in der er in 130 Spielen in der Allsvenskan 29 Tore erzielen konnte.